# 聖弗蘭西斯科德桑加亞伊科區
聖弗蘭西斯科德桑加亞伊科區（西班牙語：Distrito de San Francisco de Sangayaico），是秘魯的一個區，位於該國中南部萬卡韋利卡大區的瓦伊塔拉省，始建於1956年1月26日，面積70.7平方公里，海拔高度3,380米，2005年人口1,036，人口密度每平方公里15人。